# Abbazia di Sankt Gerold
L'abbazia di Sankt Gerold (in tedesco Propstei Sankt Gerold) è un complesso religioso benedettino che si trova a Sankt Gerold, comune austriaco nel distretto di Bludenz (Vorarlberg).

## Storia
Fondata nel 960, divenne prepositura benedettina nel 1097, enclave autonoma all'interno dei domini asburgici insieme alla signoria (poi contea) imperiale di Blumenegg (1396). Assegnata ai conti di Montfort con il titolo di libera contea imperiale, dal 1508 passò sotto la protezione dei conti di Sulz e Klettgau.
La chiesa abbaziale fu costruita sulla tomba del santo omonimo verso il 1313, fu ricostruita nel 1580 e con successive integrazioni barocche. Fu amministrata dai principi-abati di Weingarten dal 1614 al 1648, quando passo alle dipendenze dell'abbazia imperiale di Einsiedeln. Nel 1802 fu secolarizzata e ceduta al principe di Orange Nassau, il quale nel 1804 la cedette all'Austria. Tornata attiva come monastero, nel 1958 fu convertita in centro di formazione religiosa.